# Acrocercops defigurata
Acrocercops defigurata är en fjärilsart som beskrevs av Edward Meyrick 1928. Acrocercops defigurata ingår i släktet Acrocercops och familjen styltmalar.
Artens utbredningsområde är Nepal. Inga underarter finns listade i Catalogue of Life.